# Gare de Beijiao–Ouest (métro de Foshan)
Gare de Beijiao–Ouest (chinois : 北滘西站 ; pinyin : běijiàoxī zhàn) est une station de passage de la ligne 3 du métro de Foshan. Elle se situe dans le district de Shunde, la ville de Foshan, la province de Guangdong, en Chine.
La station porte le nom de la gare des trains interurbains du même nom (zh) à côté.

## Situation sur le réseau
Établie en souterrain, la station Gare de Beijiao–Ouest se situe entre Centre de congrès et d’expositions de Tanzhou (zh), en direction de Zhen’an, et Gaocun (zh), en direction de la Gare du Collège-de-Shunde.

## Services aux voyageurs

### Accès et accueil
La Gare de Beijiao–Ouest dispose deux bouches le long du route Yühe: A et B.
|        |                                                  |                                         |  |  |
| Bouche | Accessibilité                                    | Destinations les plus proches           |  |  |
| A      | Surface podotactile Escalier mécanique Ascenseur | Parc culturel de Xijiao Arrêt d’autobus |  |  |
| B      | Surface podotactile Escalier mécanique           | Arrêt d’autobus                         |  |  |

### Desserte
La station Gare de Beijiao–Ouest dispose un seul quai central, encadré par deux voies.

### Intermodalité
La Gare de Beijiao–Ouest (zh) du Chemin ferroviaire interurbain du delta de la Rivière des Perles (zh) se situe au nord de la station de métro.